# دیدارهای فوتبال آلمان و فرانسه
دیدارهای فوتبال فرانسه و آلمان ، یکی از بزرگترین و داغ ترین رقابت های فوتبال اروپا، محسوب می شود.

### زمینه
ریشه فرانسه آلمان رقابت می تواند تماس مورخ از تنش های قدیمی بین فرانسه و امپراتوری آلمان پس از دستگیری پاریس توسط ارتش پروس در سال ۱۸۷۰ باشد.  پس از پایان جنگ، دشمنی بین فرانسه و آلمان افزایش یافت و منجر به مسابقه تسلیحاتی نظامی در پایان جنگ جهانی اول برپا کرد. در آغاز جنگ، یک لحظه صلح آمیز، آتش بس کریسمس ، جایی که یک مسابقه فوتبال مسالمت آمیز بین سربازان فرانسوی، انگلیسی و آلمانی رخ داد.  این اولین بازی غیررسمی فرانسه و آلمان محسوب می شد.
پس از جنگ جهانی اول، فرانسه و آلمان نخستین رویارویی خود را در سال ۱۹۳۱ انجام دادند، زمانی که فرانسه جمهوری وایمار را شکست داد. با این حال، اختلافات با حمله آلمان به فرانسه افزایش یافت، بنابراین اختلاف بین فرانسه و آلمان تا پایان جنگ جهانی دوم ادامه داشت .  پس از جنگ جهانی دوم، رقابت فرانسه و آلمان از رقابت سیاسی و نظامی محو شد، اما رقابت فوتبال بین دو کشور همچنان هواداران زیادی را از هر دو کشور به خود جلب کرد.  بزرگترین و به یاد ماندنی ترین خاطره بازی دو کشور مربوط به دیدار آلمان غربی و فرانسه در جام جهانی ۱۹۸۲بود که هر دو تیم هر کدام سه گل به ثمر رساندند.  میشل پلاتینی این مسابقه را "زیباترین بازی" خود معرفی کرد. 

## مسابقات
| شماره | تاریخ           | مکان          | رقابت                    | پیروز                 | نتیجه        |
| ----- | --------------- | ------------- | ------------------------ | --------------------- | ------------ |
| ۱     | ۱۵ مارس ۱۹۳۱    | پاریس         | دوستانه                  | فرانسه– جمهوری وایمار | ۰-۱          |
| ۲     | ۱۹ مارس ۱۹۳۳    | برلین         | دوستانه                  | جمهوری وایمار– فرانسه | ۳-۳          |
| ۳     | ۱۷ مارس ۱۹۳۵    | پاریس         | دوستانه                  | فرانسه – آلمان        | ۳-۱          |
| ۴     | ۲۱ مارس ۱۹۳۷    | اشتوتگارت     | دوستانه                  | فرانسه – آلمان        | ۰-۴          |
| ۵     | ۵ اکتبر ۱۹۵۲    | پاریس         | دوستانه                  | فرانسه– آلمان غربی    | ۱-۳          |
| ۶     | ۱۶ اکتبر ۱۹۵۴   | هانوفر        | دوستانه                  | فرانسه– آلمان غربی    | ۳-۱          |
| ۷     | ۲۸ ژوئن ۱۹۵۸    | یوتبری        | جام جهانی ۱۹۵۸           | فرانسه– آلمان غربی    | ۳-۶          |
| ۸     | ۲۶ اکتبر ۱۹۵۸   | پاریس         | دوستانه                  | فرانسه – آلمان غربی   | ۲-۲          |
| ۹     | ۲۴ اکتبر ۱۹۶۲   | اشتوتگارت     | دوستانه                  | فرانسه – آلمان غربی   | ۲-۲          |
| ۱۰    | ۲۷ سپتامبر ۱۹۶۷ | برلین         | دوستانه                  | آلمان غربی – فرانسه   | ۱-۵          |
| ۱۱    | ۲۵ سپتامبر ۱۹۶۸ | مارسی         | دوستانه                  | فرانسه – آلمان غربی   | ۱-۱          |
| ۱۲    | ۱۳ اکتبر ۱۹۷۳   | گلزنکیرشن     | دوستانه                  | آلمان غربی – فرانسه   | ۱-۲          |
| ۱۳    | ۲۳ فوریه ۱۹۷۷   | پاریس         | دوستانه                  | فرانسه– آلمان غربی    | ۰-۱          |
| ۱۴    | ۱۹ نوامبر ۱۹۸۰  | هانوفر        | دوستانه                  | آلمان غربی – فرانسه   | ۱-۴          |
| ۱۵    | ۸ جولای ۱۹۸۲    | سویل          | جام جهانی ۱۹۸۲           | آلمان غربی – فرانسه   | ۳-۳ (پنالتی) |
| ۱۶    | ۱۸ آوریل ۱۹۸۴   | استراسبورگ    | دوستانه                  | فرانسه– آلمان غربی    | ۰-۱          |
| ۱۷    | ۲۵ ژوئن ۱۹۸۶    | گوادالاخارا   | جام جهانی ۱۹۸۶           | آلمان غربی – فرانسه   | ۲-۰          |
| ۱۸    | ۱۲ اوت ۱۹۸۷     | برلین         | سالگرد برلین             | آلمان غربی – فرانسه   | ۱-۲          |
| ۱۹    | ۲۸ فوریه ۱۹۹۰   | مون‌پلیه       | دوستانه                  | فرانسه– آلمان غربی    | ۱-۲          |
| ۲۰    | ۱ ژوئن ۱۹۹۶     | اشتوتگارت     | دوستانه                  | فرانسه– آلمان         | ۱-۰          |
| ۲۱    | ۲۷ فوریه ۲۰۰۱   | پاریس         | دوستانه                  | فرانسه– آلمان         | ۰-۱          |
| ۲۲    | ۱۵ نوامبر ۲۰۰۳  | گلزنکیرشن     | دوستانه                  | فرانسه– آلمان         | ۳-۰          |
| ۲۳    | ۱۲ نوامبر ۲۰۰۵  | پاریس         | دوستانه                  | فرانسه – آلمان        | ۰-۰          |
| ۲۴    | ۲۹ فوریه ۲۰۱۲   | برمن          | دوستانه                  | فرانسه– آلمان         | ۲-۱          |
| ۲۵    | فوریه ۲۰۱۳      | پاریس         | دوستانه                  | آلمان– فرانسه         | ۲-۱          |
| ۲۶    | ۴ جولای ۲۰۱۴    | ریو دو ژانیرو | جام جهانی ۲۰۱۴           | آلمان– فرانسه         | ۱-۰          |
| ۲۷    | ۱۳ نوامبر ۲۰۱۵  | پاریس         | دوستانه                  | فرانسه– آلمان         | ۰-۲          |
| ۲۸    | ۷ جولای ۲۰۱۶    | مارسی         | جام ملت‌های اروپا ۲۰۱۶    | فرانسه– آلمان         | ۲-۰          |
| ۲۹    | ۱۴ نوامبر ۲۰۱۷  | کلن           | دوستانه                  | آلمان – فرانسه        | ۲-۲          |
| ۳۰    | ۶ سپتامبر ۲۰۱۸  | مونیخ         | لیگ ملت‌های اروپا ۱۹–۲۰۱۸ | آلمان – فرانسه        | ۰-۰          |
| ۳۱    | ۱۶ اکتبر ۲۰۱۸   | پاریس         | لیگ ملت‌های اروپا ۱۹–۲۰۱۸ | فرانسه– آلمان         | ۱-۲          |
| ۳۲    | ۱۵ ژوئن ۲۰۲۱    | مونیخ         | جام ملت‌های اروپا ۲۰۲۰    | فرانسه– آلمان         | ۰-۱          |
| ۳۳    | ۱۲ سپتامبر ۲۰۲۳ | دورتموند      | دوستانه                  | آلمان – فرانسه        | ۱-۲          |

## آمار

### بهترین گلزنان تمام دوران
| کشور       | بازیکن        | گل‌ها | سال ها    |
| ---------- | ------------- | ---- | --------- |
| فرانسه     | آنتوان گریزمن | ۵    | ۲۰۱۴–     |
| فرانسه     | ژوست فونتن    | ۴    | ۱۹۵۸      |
| آلمان      | رودی فولر     | ۳    | ۱۹۸۲-۱۹۹۴ |
| آلمان غربی | گرد مولر      | ۳    | ۱۹۶۶-۱۹۷۴ |

### نتایج کلی
| رقابت            | مسابقات | نتیجه  | نتیجه | نتیجه | گل‌ها   | گل‌ها  |
| رقابت            | مسابقات | فرانسه | تساوی | آلمان | فرانسه | آلمان |
| ---------------- | ------- | ------ | ----- | ----- | ------ | ----- |
| جام جهانی        | ۴       | ۱      | ۱*    | ۲     | ۹      | ۹     |
| جام ملت‌های اروپا | ۲       | ۲      | ۰     | ۰     | ۳      | ۰     |
| لیگ ملت‌های اروپا | ۲       | ۱      | ۱     | ۰     | ۲      | ۱     |
| دوستانه          | ۲۵      | ۱۱     | ۶     | ۹     | ۳۷     | ۴۰    |
| همه مسابقات      | ۳۴      | ۱۵     | ۸     | ۱۱    | ۵۱     | ۴۸    |

نکته: *آلمان در بازی نیمه نهایی جام جهانی ۱۹۸۲ فرانسه را در ضربات پنالتی شکست داد.